# Милорад Јагодић
Милорад Јагодић (Рогатица, 1951) је босанскохерцеговачки и српски политичар. Бивши начелник Општине Рогатица и бивши посланик у Народној скупштини Републике Српске од 2014. године.

## Биографија
Рођен је у Рогатици 1951. године, гдје је завршио основну школу. Средњу школу и Шумарски факултет завршио је у Сарајеву. Од 1973. године радио је у ШИП “Сјемећ”, гдје је обављао послове шумарског инжењера, руководиоца радне јединице шумарства и транспорта и шефа комерцијалне службе за набавке. Од 2005. успјешно је обављао функцију директора Шумског газдинства “Сјемећ” Рогатица, све до ступања на функцију начелника општине Рогатица у новембру 2016. године.